# Хатченс, Майкл
Майкл Ке́лланд Джон Ха́тченс (англ. Michael Kelland John Hutchence; 22 января 1960 — 22 ноября 1997) — австралийский певец, автор песен и актёр. Хатченс был одним из основателей рок-группы INXS, которая продала более 50 миллионов пластинок по всему миру и была введена в Зал славы ARIA в 2001 году.

## Биография
Майкл Кайлланд Джон Хатченс родился 22 января 1960 года в семье сиднейского бизнесмена Кейлланда («Келли») Фрэнка Хатченса (1924—2002) и визажиста Патрисии Глассоп (урожденная Кеннеди, 1926—2010). Родителями Келланда были морской капитан Фрэнк Хатченс и Мэбс из Англии, которые поселились в Сиднее в 1922 году. Майкл присоединился к старшей сводной сестре Тине; оба брата и сестры были с ирландскими корнями по материнской линии, так как отец Патрисии был из графства Корк в Ирландии.
Следуя деловым интересам Келла, семья Хатченс переехал в Брисбен (где родился младший брат Ретт), а затем в Гонконг . В первые годы жизни в Гонконге оба мальчика посещали школу Бикон Хилл в Коулун Тонг . Находясь в Гонконге, Майкл подавал надежды как пловец, прежде чем сильно сломал руки.
В те же годы он начал проявлять интерес к поэзии и исполнил свою первую песню в рекламе местного магазина игрушек. Майкл учился в школе короля Георга V в раннем подростковом возрасте. После того, как его семья в 1972 году вернулась в Сидней, он основал вместе с клавишником Эндрю Фарриссом и бас-гитаристом Гарри Бирсом школьную группу, к которой в дальнейшем присоединились ещё два брата Фаррисса — гитарист Тим и барабанщик Джон, а также Кирк Пенгилли, саксофонист и гитарист. Вместе они и образовали INXS, первоначально же группа называлась Farriss Brothers.
Организованная группа пользовалась успехом у слушателей, Майкл Хатченс регулярно появлялся на канале MTV. Кроме того успеху творчества и группы способствовала сексуальная харизма Майка, который встречался с различными известными певицами и моделями, среди которых, например, можно выделить певицу Кайли Миноуг и супермодель Хелену Кристенсен. На фоне популярности Майк также снялся в нескольких небольших киноролях.
В августе 1992 года Хелена Кристенсен и Хатченс шли поздно ночью по одной из улиц Копенгагена после того, как сильно напились, когда он отказался ехать на такси. Затем водитель такси напал на него, в результате чего он упал на спину и ударился головой о проезжую часть. Хатченс получил перелом черепа во время драки. Хатченс не сразу обратился за медицинской помощью по поводу травмы, а подождал несколько дней, прежде чем обратиться к врачу. В результате его сломанный череп оставил его с почти полной потерей обоняния и значительной потерей вкуса. Эта травма привела к периодам депрессии и повышенному уровню агрессии; он не полностью выздоровел после двух недель в Копенгагенской больнице. По словам товарища по группе INXS Бирса, Хатченс вытащил нож и угрожал убить его во время записи альбома Full Moon, Dirty Hearts 1993 года на острове Капри. Бирс сказал: «За эти шесть недель Майкл угрожал или физически противостоял почти каждому члену группы».
В 1995 году Хатченс начал работу над сольным альбомом в соавторстве с Энди Гиллом.
Жизнь музыканта закончилась трагически — в 1997 году после выхода нового альбома INXS Майкл был найден мёртвым в гостиничном номере отеля Ritz-Carlton в Сиднее. Официальная версия следствия — самоубийство. Оставшееся имущество Майкла (по оценкам от 10 до 20 миллионов австралийских долларов) через 8 лет после смерти музыканта бесследно исчезло.

## Смерть
Хатченс и INXS отправились в мировое турне в поддержку альбома Elegantly Wasted; альбом и синглы с него не имели большого успеха. Заключительный этап тура должен был пройти в ноябре—декабре в Австралии. Однако утром, 22 ноября 1997 года, 37-летний Хатченс был найден мертвым в номере 524 отеля Ritz-Carlton в Дабл Бэе, пригороде Сиднея.
6 февраля 1998 года, после вскрытия и коронерского расследования, следователь штата Новый Южный Уэльс Деррик Хэнд представил свой отчет, согласно которому Хатченс покончил с собой, находясь в состоянии депрессии и под действием наркотиков и алкоголя.
Бывшая девушка Хатченса Ким Уилсон и её бойфренд Эндрю Рэймент были последними, кто видел его живым, когда они уехали от него в 4:50 утра. Он все ещё ждал звонка от Полы Йэтс из Лондона, чтобы обсудить, возьмет ли она с собой в Австралию дочь Тайгер. Предпоследний исходящий звонок от Хатченса был сделан на автоответчик своего личного менеджера, Марты Труп, во время которого он сказал: «Марта, это Майкл. Мне все надоело». Когда Труп перезвонила, никто не взял трубку, так как Майкл к тому времени уже был мёртв. В 9:54 он разговаривал со своей бывшей девушкой, Мишель Беннетт, которая сказала, что он плакал, был расстроен и говорил, что должен увидеться с ней. Беннетт приехала к нему примерно в 10:40 утра, но никто не открыл дверь. Тело Хатченса обнаружила горничная в 11:50 утра. Полиция сообщила, что «он сидел на коленях лицом к двери. Он использовал ремень из змеиной кожи, чтобы завязать узел на автоматическом дверном доводчике, и натянул голову так сильно, что пряжка сломалась».
После смерти Хатченса Гелдоф и Йэтс дали показания, в которых признались, что утром разговаривали с ним по телефону. Из показания Йэтс от 26 ноября: «Он был напуган и не мог провести ни минуты без своей дочери… Он был очень сильно расстроен и говорил, что не знает, как сможет прожить, не увидев детей». Йэтс утверждала, что Гелдоф неоднократно говорил: «Не забывай, я вне закона» (относительно своего влияния со времен Live Aid). В показаниях она заявила, что сказала Хатченсу, что судебное заседание об опеке над детьми было отложено на 17 декабря и поэтому она не привезет их дочь в Австралию, как планировалось ранее. Йэтс добавила, что Хатченс собирался позвонить Гелдофу, чтобы «умолять его на коленях дать ему увидеться с детьми». По ее словам, музыкант находясь в алкогольном бреду, говорил о детях, в то время как у него была только одна дочь.

## Дискография

### Альбомы

#### С INXS
- INXS (1980)
- Underneath the Colours (1981)
- INXSive — компиляционный альбом (1982)
- Shabooh Shoobah (1982)
- Dekadance (1983)
- The Swing (1984)
- Listen Like Thieves (1985)
- Kick (1987)
- X (1990)
- Live Baby Live — живая запись со стадиона Уэмбли (1991)
- Welcome to Wherever You Are (1992)
- Full Moon, Dirty Hearts (1993)
- Elegantly Wasted (1997)

#### Другие альбомы
- Max Q, самостоятельно записанный альбом вместе с группой Max Q (1989)
- Michael Hutchence (1999)